# Sungai Datar
Sungai Datar is een bestuurslaag in het regentschap Padang Lawas Utara van de provincie Noord-Sumatra, Indonesië. Sungai Datar telt 795 inwoners (volkstelling 2010).